# Тапу ресми
Тапу ресми e таксата заплащана от чифликчиите на собствениците на земя при разпадането на военно-ленната система в Османската империя. 
През XVIII век всички мюлкове били постепенно преоформени в чифлици, но този процес в различните части на Балканите не бил еднакъв по ред причини - социални, с оглед отглежданите селскостопански култури по места, плодородие и видове почви и т.н. Чифликчийството било изключително застъпено най-вече в кюстендилското и тесалийското поле.